# Nar (Tanzania)
Nar è una circoscrizione rurale (rural ward) della Tanzania situata nel distretto di Babati, regione del Manyara. Conta una popolazione di 11 186 abitanti (censimento 2012).